# كيم ها-نا
كيم ها-نا (الكورية: 김하나) هي لاعبة كرة الريشة كورية جنوبية، ولدت في 27 ديسمبر 1989 في سول في كوريا الجنوبية.

## وصلات خارجية
- كيم ها-نا على موقع BWF.tournamentsoftware.com (الإنجليزية)
- كيم ها-نا على موقع BWFbadminton.com (الإنجليزية)
- كيم ها-نا على موقع اللجنة الأولمبية الدولية (الإنجليزية)
- كيم ها-نا على موقع أوليمبيديا (الإنجليزية)